# Anarcestina
Gli anarcestidi (Anarcestida), o anarcestini (Anarcestina), sono un gruppo di molluschi cefalopodi appartenenti agli ammonoidi, di cui furono i primi rappresentanti. Apparvero nel Devoniano inferiore (circa 400 milioni di anni fa) e si estinsero alla fine del periodo (circa 350 milioni di anni fa).

## Descrizione
Questi animali si originarono dai bactritidi (Bactritida) durante il Devoniano inferiore, e mantennero alcune caratteristiche dei loro antenati (ad esempio la linea di sutura dei setti, estremamente semplice). Al contrario dei bactritidi, però, gli anarcestidi possedevano conchiglie spiralate e arrotolate, e un sifone ventrale; queste due caratteristiche sono tipiche degli ammonoidi in genere, e per questo motivo gli anarcestidi sono considerati le prime ammoniti in senso lato. Come i bactritidi, gli anarcestidi possedevano linee di sutura molto semplici, con un grande lobo esterno e uno piccolo interno; in alcune specie vi era un lobo addizionale su ogni fianco (lobo laterale), di solito più grande del lobo interno.
La maggior parte degli anarcestidi possedeva un'ornamentazione scarsa, di solito limitata a sottili coste sinuose prive di spine. La spiralatura della conchiglia era tipicamente convoluta, con una sezione compressa dorsoventralmente: il risultato era un aspetto compatto e globoso dell'intera conchiglia.
L'apertura della conchiglia è sprovvista di un rostro, ma possiede un seno iponomico molto simile a quello dell'attuale nautilo; è probabile quindi che, come il nautilo, queste ammoniti primitive avessero un iponoma mobile attraverso il quale l'acqua poteva essere espulsa per propulsione e orientamento.

## Evoluzione
Gli anarcestidi si originarono da antenati bactritidi nel corso del Devoniano ed ebbero una discreta diffusione per alcuni milioni di anni; scomparvero a causa dell'estinzione di massa di fine periodo, non prima di aver dato origine ad altri tre gruppi di ammonoidi: climeniidi (Clymeniida), prolecanitidi (Prolecanitida) e goniatitidi (Goniatitida). Il primo gruppo fu di scarso successo e scomparve anch'esso a fine Devoniano, mentre i prolecanitidi sopravvissero fino a Triassico inoltrato. Il terzo e più grande gruppo era rappresentato dalle goniatiti e tutti i loro discendenti, che includevano tutte le ammoniti di Giurassico e Cretaceo.

## Stile di vita
I fossili di anarcestidi sono relativamente abbondanti sedimenti originatisi in acque poco profonde e ossigenate, ad indicare che forse queste ammoniti preferivano gli ambienti costieri della piattaforma continentale. Il fatto che questi animali possedessero un seno iponomico indica che essi furono nuotatori attivi, ma la conchiglia di forma globosa rinvenuta nella maggior parte degli esemplari fa ipotizzare che gli anarcestidi non potessero raggiungere grandi velocità.